# Joe O'Reilly
Joe O'Reilly (né le 1er avril 1955) est un homme politique irlandais du Fine Gael. Il est sénateur du Panel du travail depuis avril 2016, et auparavant de 2007 à 2011 pour le Panel industriel et commercial et de 1989 à 1992 pour le Panel culturel et Panel pédagogique. Il occupe le poste de Leas-Chathaoirleach du Seanad Éireann d'août 2020 à décembre 2022. Il est Teachta Dála (TD) pour la circonscription de Cavan-Monaghan de 2011 à 2016.

## Jeunesse
Né à Cootehill, comté de Cavan, il fait ses études au St Patrick's College de Cavan ; à l'École polyvalente St. Aidan, Cootehill ; au Collège universitaire de Dublin ; au Trinity College de Dublin ;au St Patrick's College de Dublin et au Dublin Institute of Technology. O'Reilly est professeur d'école primaire de profession.

## Carrière politique
En politique locale, il est élu pour la première fois au conseil du comté de Cavan en 1985, mais perd son siège en 1991. Il est réélu aux élections locales de 1999 pour la zone électorale locale de Bailieborough et de nouveau en 2004.
Il est candidat aux élections générales de 2007 dans la circonscription de Cavan-Monaghan. Grâce au ministre du Fianna Fáil, Rory O'Hanlon, qui occupe le poste de Ceann Comhairle du Dáil Éireann de 2002 à 2007, sa réélection lui est garantie et les sièges sont donc réduits de 5 à 4 dans la circonscription. Il termine avec un total de 9 550 votes de première préférence, le vote perdant le plus élevé du pays lors de cette élection. Il remporte un siège aux élections générales de février 2011. Il perd ce siège au Dáil aux élections générales de 2016.
Aux élections européennes, il est candidat malheureux aux élections du Parlement européen de 2009, dans la circonscription du Nord-Ouest.
En tant que sénateur, il est élu pour la première fois en 1989 au 19e Seanad, au sein du panel culturel et éducatif. Il perd son siège aux élections du Seanad de 1993 et échoue de nouveau aux élections du Seanad de 1997. Il est élu au 23e Seanad en 2007, siégeant au panel industriel et commercial et en tant que porte-parole du Fine Gael Seanad pour les communications, l'énergie et les ressources naturelles. O'Reilly est élu au Panel du travail du 25e Seanad en avril 2016.
Il est le porte-parole du Fine Gael Seanad pour les affaires étrangères et le commerce.